# Brighton International 2000 - Qualificazioni doppio
Le qualificazioni del doppio  del Brighton International 2000 sono state un torneo di tennis preliminare per accedere alla fase finale della manifestazione. I vincitori dell'ultimo turno sono entrati di diritto nel tabellone principale. In caso di ritiro di uno o più giocatori aventi diritto a questi sono subentrati i lucky loser, ossia i giocatori che hanno perso nell'ultimo turno ma che avevano una classifica più alta rispetto agli altri partecipanti che avevano comunque perso nel turno finale.
Le qualificazioni del doppio del torneo Brighton International 2000 prevedevano 4 coppie partecipanti di cui una è entrata nel tabellone principale.

## Teste di serie
1. James Davidson /  Oliver Freelove (Qualificati)

1. Martin Lee /  Luke Milligan (ultimo turno)

## Qualificati
1. James Davidson  /   Oliver Freelove

## Tabellone

### Legenda
| - Q = Qualificato - WC = Wild card - LL = Lucky loser | - ALT = Alternate - SE = Special Exempt - PR = Protected Ranking | - w/o = Walkover - r = Ritirato - d = Squalificato |

|  | Primo turno | Primo turno                     | Primo turno                     | Primo turno | Primo turno |  |  | Ultimo turno | Ultimo turno                   | Ultimo turno                   | Ultimo turno                   | Ultimo turno |  |
|  |             |                                 |                                 |             |             |  |  |              |                                |                                |                                |              |  |
|  | 1           | James Davidson Oliver Freelove  | James Davidson Oliver Freelove  | 7           | 6           |  |  |              |                                |                                |                                |              |  |
|  |             | Davide Sanguinetti Vince Spadea | Davide Sanguinetti Vince Spadea | 5           | 1           |  |  | 1            | James Davidson Oliver Freelove | James Davidson Oliver Freelove | James Davidson Oliver Freelove | W-O          |  |
|  | 2           | Martin Lee Luke Milligan        | Martin Lee Luke Milligan        | 6           | 6           |  |  | 2            | Martin Lee Luke Milligan       | Martin Lee Luke Milligan       | Martin Lee Luke Milligan       |              |  |
|  |             | Iain Bates Nick Greenhouse      | Iain Bates Nick Greenhouse      | 3           | 0           |  |  |              |                                |                                |                                |              |  |